# Langues aymaranes
Pour les articles homonymes, voir Aymara (homonymie).

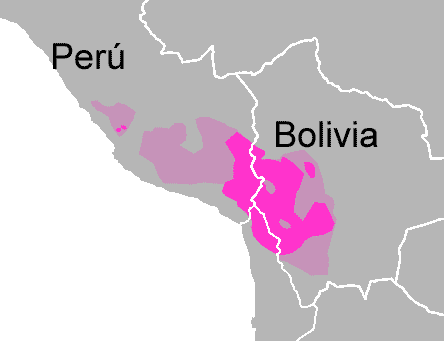
Langues aymaranes : en fuchsia: étendue actuelle ; en violet : ancienne étendue probable, d'après la toponymie. Source: W. Adelaar & P. Muysken: The languages of the Andes, Cambridge University Press, 2004, p. 260

Les langues aymaranes sont une famille de langues amérindiennes d'Amérique du Sud, parlées en Bolivie, au Pérou et au Chili, dans les Andes.
Cette famille ne compte que trois langues, mais l'une d'elles, l'aymara, est l'une des langues amérindiennes les plus parlées.

## Classification
- L'aymara
- Le cauqui (es)
- Le jaqaru